# Balkan Mountaineering Union
Die Balkan Mountaineering Union (BMU, deutsch Balkan-Bergsteigerverband) ist ein 2009 gegründeter Bergsport-Dachverband mit Hauptsitz in Skopje (Nordmazedonien). Die BMU ist eine Interessenvertretung für die Balkanhalbinsel. Es gibt eine Kooperation mit der EUMA.

## Geschichte
Am 18. Oktober 2003 wurde zwischen den Bergsteigerverbänden des heutigen Nordmazedonien, Bulgarien und des damaligen (Rest)-Jugoslawien (heute: Montenegro und Serbien) in Vranje (Serbien) ein Abkommen zur gegenseitigen Zusammenarbeit zur Förderung des Bergsports und des Bergsteigens in der Balkanregion unterzeichnet. In den folgenden Jahren arbeitete man eng mit den entsprechenden Verbänden in Bosnien und Herzegowina, Albanien und der Türkei zusammen. Dabei entstand der Wunsch, zur Organisation der Zusammenarbeit einen Verband zu gründen.
Am 16./17. Oktober 2009 trafen sich am Berg Bjelašnica in Bosnien und Herzegowina Vertreter aus der Türkei, Bulgarien, Serbien, (damals) Mazedonien, Montenegro und Bosnien und Herzegowina und gründeten dort die Balkan Mountaineering Union. Der kroatische Bergsteigerverband nahm als Beobachter an der Gründung teil.

## Aktivitäten
Die Balkan Mountaineering Union veranstaltet jährliche Meisterschaften in Bergsteiger-Orientierungslauf, Mountainbiking, Klettern, Skitouren und Berglauf.

## Mitgliedsverbände
Mitgliedsverbände der Balkan Mountaineering Union sind:
| Land                    | Verband                                                   | Kürzel  | Seit |
| ----------------------- | --------------------------------------------------------- | ------- | ---- |
| Albanien                | Albanian Mountaineering Federation                        | FSHALTM | –    |
| Bosnien und Herzegowina | Mountaineering Union of Federation Bosnia and Herzegovina | PSBIH   | 2009 |
| Bulgarien               | Bulgarian Tourist Union                                   | BTS     | 2009 |
| Griechenland            | Hellenic Federation of Mountaineering and Climbing        | EOOA    | –    |
| Kroatien                | Croatian Mountaineering Association                       | HPS     | –    |
| Montenegro              | Mountaineering Association of Montenegro                  | PSCG    | 2009 |
| Nordmazedonien          | Macedonian Mountaineering Sport Federation                | FPSM    | –    |
| Serbien                 | Mountaineering Association of Serbia                      | PSS     | 2009 |
| Slowenien               | Alpine Association of Slovenia                            | PZS     | –    |
| Tschechien              | Czech Mountaineering Federation                           | ČHS     | –    |
| Türkei                  | Türkiye Dağcılık Federasyonu                              | TDF     | 2009 |